# Tadeusz Kulikowski (inżynier)

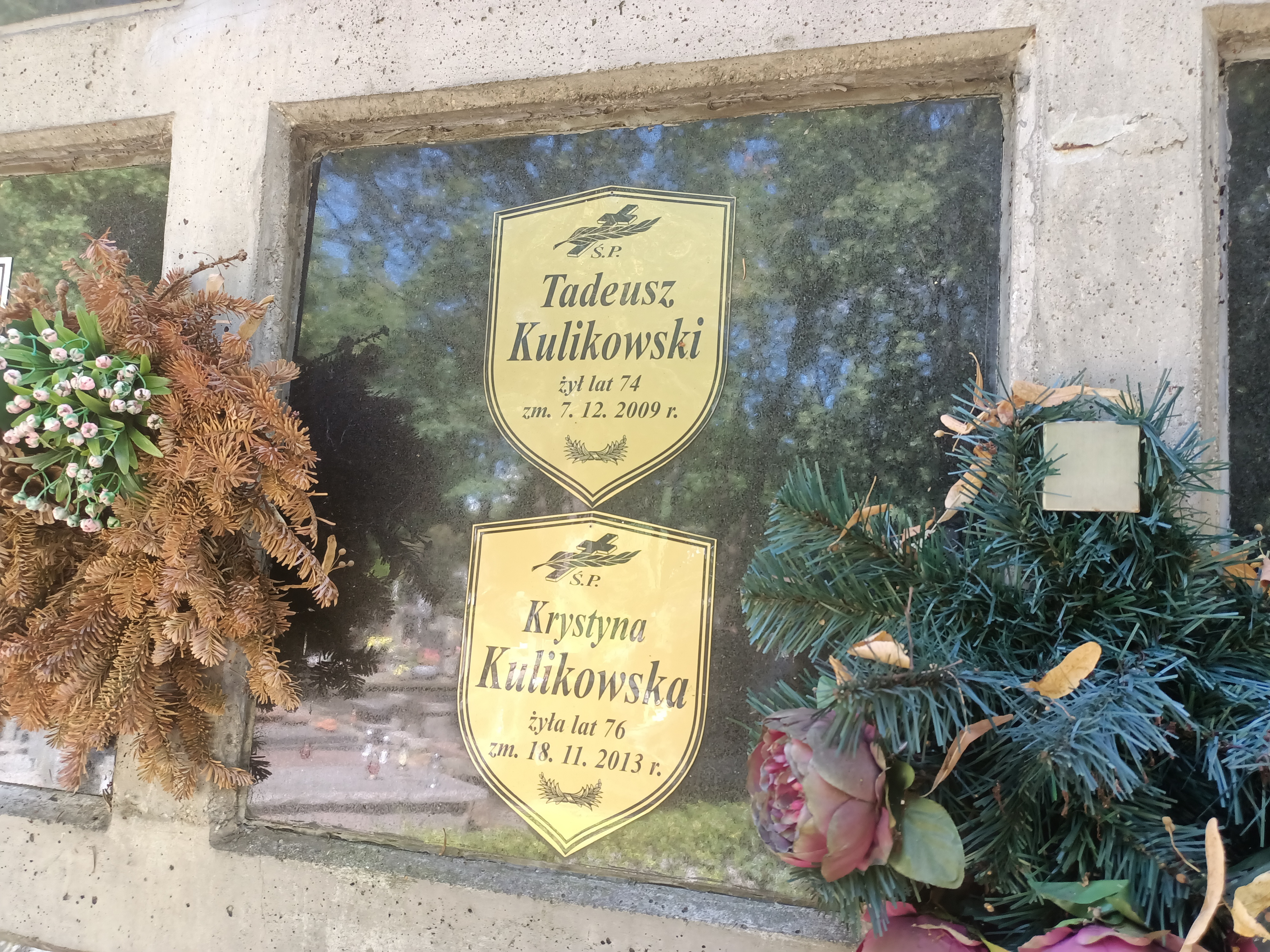
Gró Tadeusza Kulikowskiego na cmentarzu wojskowym na Powązkach

Tadeusz Marian Kulikowski (ur. 26 sierpnia 1935, zm. 7 grudnia 2009) – polski inżynier, specjalista budowy dróg i mostów, koordynator inwestycji inżynieryjnych w Warszawie.

## Życiorys
Ukończył naukę w Gimnazjum i Liceum im. Ks. J. Poniatowskiego w Warszawie (1953), a następnie studia na Wydziale Komunikacji Politechniki Warszawskiej (1958). Przez wiele lat pracował w jednostkach organizacyjnych, związanych z budową dróg i mostów oraz administracji państwowej. W latach 60. i 70. XX w. był szefem i koordynatorem inwestycji inżynieryjnych w Warszawie, w tym m.in. budowy ul. M. Kasprzaka, ul. Towarowej oraz Wisłostrady. Był również dyrektorem naczelnym Zarządu Dróg i Mostów w Warszawie. W latach 1974–1979 był organizatorem oraz dyrektorem Dyrekcji Budowy Metra w Warszawie i przewodniczącym zespołu specjalistów ds. przygotowania projektu I linii metra.
Od 1979 pracował jako dyrektor departamentów w Ministerstwach Administracji, Budownictwa i Komunikacji. Reprezentował wówczas resort transportu w organach roboczych ECMT i OECD i Europejskiej Komisji Gospodarczej Organizacji Narodów Zjednoczonych. Był również dyrektorem Zrzeszenia Przedsiębiorstw Budownictwa Drogowego i Mostowego w Polsce oraz Prezesem Funduszu Budowy Autostrad. Był także działaczem samorządu lokalnego na Żoliborzu oraz prezesem RKS Marymont Warszawa.
Został pochowany na cmentarzu Wojskowym na Powązkach (kwatera: A III kol, Rząd: 3 (55x50x55), grób: 5).

## Wyróżnienia
- Krzyż Oficerski Orderu Odrodzenia Polski
- Krzyż Kawalerski Orderu Odrodzenia Polski
- Złoty Krzyż Zasługi
- Srebrny Krzyż Zasługi
- Złota odznaka honorowa „Za Zasługi dla Warszawy”[3][1]
- Złota odznaka Naczelnej Organizacji Technicznej
- Złota odznaka Stowarzyszenia Inżynierów i Techników Komunikacji[1]